# Alucita fletcheriana
Alucita fletcheriana is een vlinder uit de familie van de waaiermotten (Alucitidae). De wetenschappelijke naam van de soort is voor het eerst geldig gepubliceerd in 1940 door Ghesquière.
De soort komt voor in tropisch Afrika.